# Il figlio di Ramses - La città sacra
La città sacra (Le Duel des mages) è il quarto ed ultimo libro della serie Il figlio di Ramses, scritto da Christian Jacq nel 2015 e pubblicato in Italia nel 2016.

## Trama
Rimasta sola nella casa dove si trova, Sekhet viene attirata in una trappola da un messaggero, che si rivela al servizio di Keku, il malvagio mago nero suo padre; catturata, viene ricondotta alla sua villa, da lui trasformata in una fortezza, e il padre tenta inutilmente di convincerla a seguirlo. Il Vecchio si dispera per questa perdita, ma anche lui vede Setna vivo, come era accaduto per Ched, i suoi tre mercenari e Sobek il protettore. Ramesse raggiunge la villa di Keku prima di loro, ma il resto del gruppo lo raggiunge in tempo prima che vi si avvicini e gli rivelano che Keku è davvero il mago nero e che vuole usare l'anima della sua stessa figlia per usare il Vaso di Osiride come arma di distruzione; nonostante il forte scetticismo di Ramesse, questi è infine costretto a credergli quando il nodo di Iside fa capire a tutti che il motivo per cui Keku è sempre stato un passo avanti rispetto ai protagonisti è proprio il bracciale che lui ha dato a Ramesse, in modo da spiarlo e anticipare ogni sua mossa. Capendo di essere stato scoperto, e dopo aver ripreso la figlia che tentava di fuggire, Keku la rinchiude in una cisterna dalla quale la sua anima sarà lentamente strappata, ma la giovane resiste grazie alle magie imparate dai misteri di Sekhmet. Prima di assediare la dimora di Keku, i tre compagni di Ched scoprono tutti i traditori che intendono sabotare l'attacco; la sanguinosa battaglia seguente termina in una vittoria egizia nonostante le gravi perdite. Setna riesce a recuperare e a riportare Sekhet nel mondo dei vivi, ma Keku, prima di fuggire, tenta di colpirlo col suo pugnale avvelenato. Ramesse si frappone e viene colpito lui al posto del fratello, per poi morire poco dopo sotto gli occhi dei due sposi, non prima di riconoscere la gelosia che lo ha portato in contrasto con il fratello e permettere che lui e Sekhet siano liberi di sposarsi.
Subito Keku riesce a trovare dei nuovi seguaci, con i quali libera Kalash che si rimette al suo servizio. Dopo che Setna sventa un attentato contro il Faraone suo padre, Ched e i suoi tre mercenari si dirigono verso il covo dei cospiratori, ma nel trambusto Kalash rapisce Ched senza che i suoi tre compagni riescano a salvarlo. Setna e Sekhet si mettono in viaggio per sfidare Keku e salvare Ched, ma scoprono da una bambina che questi ha catturato degli ostaggi, compresi i suoi genitori, che saranno liberati soltanto se in cambio gli consegneranno sua figlia Sekhet. Pur consci che sia una trappola, i due si dirigono al borgo delle Tre Acacie, dove si trovano gli ostaggi: grazie a uno stratagemma, i due salvano tutti i prigionieri e sconfiggono e catturano di nuovo Kalash. Poco dopo, Setna si dirige verso il tempio del borgo per contrastare la magia di Keku, ma i siriani corrotti massacrano le guardie e si apprestano ad assalire il luogo; la guida di Setna indebolisce gli invasori, i quali vengono poi sbaragliati prima dall'intervento del feroce leone Massacratore, e poi dal Faraone stesso.
Compiuta anche questa missione, e usufruendo della confessione di Kalash, Setna e Sekhet si dirigono verso la necropoli di Menfi, dove comprendono che il Vaso di Osiride si trova ora nella stessa tomba maledetta dalla quale è uscita a inizio primo libro. Entrando nel laboratorio di Keku, i due affrontano e sconfiggono vari demoni e raggiungono finalmente l'antro di Keku, ora assomigliante a un demone; nella dura lotta di magia che segue, il malvagio mago nero ha la peggio e, conscio della sconfitta, si lascia inghiottire dalle sue stesse fiamme. I due giovani riescono infine a recuperare il vero Vaso di Osiride e a uscire sani e salvi al mondo dei vivi, e il libro (e la tetralogia) si conclude con il popolo di tutto l'Egitto che festeggia la salvezza e la nuova coppia.

## Personaggi
- Setna: secondogenito del Faraone, con l'unico obiettivo di diventare scriba, si innamorerà di Sekhet, ma si ritroverà invischiato in un complotto mortale. Il suo nome attuale, Khaemwaset, "Colui che è apparso in gloria a Tebe", indica un eroe della letteratura romanzesca egizia sotto il nome, appunto, di Setna.
- Ramesse: figlio maggiore primogenito del Faraone Ramses II e di Iset, e ambizioso generale dell'Egitto. Come Setna, anche lui ama Sekhet e ambisce a sposarla.
- Sekhet: figlia di Keku, sacerdotessa di Sekhet e considerata una delle donne più belle di Menfi. Detesta i militari, come dimostra rifiutando i tentativi di corteggiamento da parte del generale Ramesse, un altro figlio di Ramses.
- Ramses II: Faraone d'Egitto.
- Ched: detto il Salvatore dopo la campagna in Nubia nei primi capitoli del primo libro, è amico di Setna e Ramesse. Abile generale e soldato, diventerà direttore della Casa delle Armi, e aiuterà, indirettamente o meno, i protagonisti nella loro indagine.
- Ugge, Ruti e Nemo: sono i tre compagni di Ched il Salvatore, alti, atletici e molto forti. Ugge ha i capelli rossi, è spesso silenzioso ed è noto per aver fatto strage di ittiti nella famigerata battaglia di Qadesh; Ruti, attaccatissimo ai piaceri della vita, è invero capace di colpire con precisione e senza pietà; Nemo, il lamentoso, ha una passione per le cipolle, ma la sua forza gli consente addirittura di annientare cinque energumeni come lui.
- Il Vecchio: patrigno di Sekhet, discende da una lunga stirpe che alcuni fanno risalire al regno del primo Faraone, Narmer, è molto severo, e adora il vino, tanto che è anche proprietario di una vigna nei dintorni di Menfi, capitale economica dell'Egitto. Dopo la seconda metà del primo libro farà di tutto per proteggere Sekhet, anche perché, nel primissimo capitolo del libro, sarà testimone di un sacrilegio orribile. Stranamente, i suoi vini funzionano come elisir.
- Sobek: il capo della polizia.
- Kalash: un siriano, in verità sicario di Keku. Falsamente descritto come uno con famiglia, sterminata dagli egizi dopo la battaglia di Qadesh, odia tutto l'Egitto, e fa la sua prima apparizione fisica nel secondo libro, dopo che il suo nome è apparso nel primo.
- Keku: padre di Sekhet, è prossimo a diventare Ministro dell'Economia, ma dopo la seconda metà del primo libro egli rivelerà il suo vero carattere, malvagio e spietato.

## Edizioni
- Christian Jacq, Il figlio di Ramses - La città sacra, traduzione di Maddalena Togliani, Mantova, Tre60, 7 luglio 2016,  p. 300, ISBN 978-88-6702-328-8.

- Christian Jacq, Il figlio di Ramses - La città sacra, collana Super TEA, traduzione di Maddalena Togliani, Mantova, TEA, 6 luglio 2017,  p. 256, ISBN 978-8850246472.

- Christian Jacq, Il figlio di Ramses - La città sacra, collana Romanzi storici best seller, traduzione di Maddalena Togliani, Mantova, TEA, 5 aprile 2024,  p. 272, ISBN 9788850268559.

## Curiosità
- In questo ultimo libro viene citata la seguente frase "Non fu una donna, Ahotep, a cacciare dall'Egitto gli invasori Hyksos?". Questa frase descrive in breve l'epopea dell'omonima protagonista nella trilogia La regina libertà, scritta anch'essa da Christian Jacq.